# Општина Кошовени (Долж)
Кошовени (рум. Coşoveni) општина је у Румунији у округу Долж.
Oпштина се налази на надморској висини од 171 m.